# Иван Арменов
Иван Димитров Арменов е деец на Българската комунистическа партия.

## Биография
Иван Арменов е роден в 1904 година в сярското българско село Горно Броди, тогава в Османската империя. Емигрира в България след Първата световна война, когато Горно Броди е върнато на Гърция и се установява в Пловдив. В 1921 година става член на Българския комунистически младежки съюз. От 1927 до 1929 година е секретар на Окръжния комитет на БКМС в Пловдив. От 1926 година е член на БКП. В 1929 година е арестуван за нелегална дейност, осъден и лежи в затвора до 1932 година. След освобождението си, в 1935 година през Цариград заминава за СССР. Заболява тежко и от 1938 до 1957 година е в Дом за инвалиди в Москва. В 1960 година се връща в България.
Оставя спомени.